# Acallodes
Genre
Acallodes est un genre de minuscules insectes de l'ordre des coléoptères de la famille des Curculionidae dont les membres sont dits « curculionoïdes », qui regroupe entre autres, les apions, otiorhynques, orchestes, cigariers, rhynchites.
Présent en Amérique du Nord, il est décrit pour la première fois par John Lawrence LeConte en 1876, ainsi que l'espèce Acallodes ventricosus qui y est classée.

## Description
Le genre Acallodes appartient à la famille des Curculionidae, de minuscules insectes dans laquelle les adultes ont une taille inférieure au centimètre, et regroupe trois espèces. L'anatomie du genre n'est principalement connue que par sa description de référence, sinon par les types des taxons supérieurs et inférieurs.
En tant que membre de la classe des insectes et de l'ordre des Coléoptères, les membres du genre possèdent des traits morphologiques communs hérités des taxons supérieurs (par exemple : ils sont symétriques bilatéralement, holométaboles et ont une paire d'ailes), bien que certains de leurs traits puissent varier avec ceux des autres familles de son ordre, et avec ceux de leurs taxons inférieurs ; autrement dit, ils ont une anatomie similaire aux insectes Coléoptères avec un corps divisé en trois parties distinctes : la tête, le thorax et l'abdomen, et ils possèdent un exosquelette cylindrique — pyriforme selon J. L. LeConte, c'est-à-dire en forme de poire — avec une forme d'arc au niveau des élytres qui recouvrent leurs ailes, mais ils ont également des caractéristiques différenciées.
Pour décrire le genre, J. L. LeConte le compare au genre Scleropterus, en le distinguant à partir de l'anatomie des antennes, du thorax (plus précisément du prothorax et mésothorax) et des pattes :
- Tête : « les antennes ont sept segments dont le premier est plus long et large, le second un est peu allongé et les autres diffèrent mais peu en taille. »
- Prothorax, à propos du prosternum : « les crêtes antecoxales sont très bien développées, les hanches avants sont très proéminentes et peu séparées. »
- Mésothorax : « le mésosternum n'est pas vraiment sillonné, les hanches médiannes sont plus grandes et très proéminentes, pas très séparées, de sorte qu'il y a un espace étroit et profond entre elles. »
- Pattes : « les cuisses sont légèrement claviformes, non dentées, les tibias sont fins, les tarses dilatés et les griffes fendues. »
- « Le scutellum n'est pas visible à la différence du pygidium. »

## Liste des espèces
Selon GBIF (19 septembre 2022) :
- Acallodes lysimachiae Fall, 1913
- Acallodes saltoides Dietz, 1913
- Acallodes ventricosus J.Lec., 1876

## Répartition
Le genre Acallodes a une aire de répartition endémique à l'Amérique du Nord et est présent à l'Est des États-Unis et au Sud du Canada.

## Classification
Le genre est décrit pour la première fois par John Lawrence LeConte en 1876 dans l'ouvrage The Rhynchophora of America north of Mexico, il est comparé au genre Scleropterus (en) (Schonherr, 1825) en raison de son corps en forme de poire, corps dit piriforme, mais du fait de caractéristiques différenciées qui constituent les clés de déterminination du genre, le genre est créé. L'espèce Acallodes ventricosus, décrite par le même auteur dans le même ouvrage, y est classée.
Le nom scientifique complet (avec auteur) de ce taxon est « Acallodes J.L.LeConte, 1876 ».
Trois spécimens types, c'est-à-dire des références systématiques à partir desquelles les espèces ont été décrites, sont conservés au musée de Zoologie comparée de l'université Harvard dont deux syntypes de l'espèce Acallodes ventricosus et un holotype de l'espèce Acallodes lysimachiae.

### Publication originale
(en) John L. LeConte et George H. Horn, « The Rhynchophora of America north of Mexico », Proceedings of the American Philosophical Society, Philadelphie, Proc. Am. Phil. Soc., vol. 15, no 96,‎ 1876, p. 271-272 (ISSN 0003-049X et 2326-9243, OCLC 3040888, DOI 10.5962/BHL.TITLE.17829, JSTOR 982412, lire en ligne). .